# Wippen
Wippen (im Deutschen auch Wippe genannt) ist ein belgisches Kartenspiel für zwei oder mehr Spieler. Mit seinen einfachen Grundregeln und den Regelerweiterungen für erfahrene Spieler ist es gut geeignet, um Kinder in die Welt der Stich-Kartenspiele einzuführen und im Zahlenraum bis 10 zu rechnen.

## Grundregeln

### Allgemeines
Wippen wird gespielt mit einem klassischen Rommé-Kartenpaket von 52 Karten, ohne Joker. Spielt eine große Anzahl Spieler mit, können auch zwei Rommé-Kartenpakete (104 Karten) verwendet werden. Zum Lernen der Spielregeln (gerade auch für Kinder) kann anfangs mit offenen Karten gespielt werden. Die Spieler helfen sich dann gegenseitig, so dass das Spiel aufgeht. Das Spiel ist auch deshalb für Kinder gut geeignet, weil ein Spieler nie mehr als vier Karten gleichzeitig auf der Hand hält.

### Karten geben
Gespielt wird im Uhrzeigersinn. Der Geber teilt zwei mal jeweils zwei Karten aus, beginnend mit dem Spieler links von ihm. Bevor er sich selbst gibt, legt er zwei Karten offen in die Mitte. Jeder Spieler bekommt also vier Karten und vier Karten liegen in der Mitte. Die restlichen Karten werden beiseite gelegt.
Innerhalb eines Spieles werden die Karten immer vom selben Geber ausgeteilt. Sind alle 52 (oder 104) Karten verteilt und die letzte Runde zu Ende gespielt, beginnt ein neues Spiel und die Person links vom Geber wird der neue Geber.
Wenn die Anzahl der Karten nicht zur Anzahl der Spieler passt, können Bildkarten aus dem Spiel entfernt werden, z. B. die vier Könige.
| Anzahl Spieler | Anzahl Pakete | Anzahl Karten | Anzahl Runden pro Spiel | Anzahl entfernte Karten |
| -------------- | ------------- | ------------- | ----------------------- | ----------------------- |
| 2              | 1             | 52            | 6                       | 0                       |
| 3              | 1             | 52            | 4                       | 0                       |
| 4              | 1             | 52            | 3                       | 0                       |
| Anzahl Spieler | Anzahl Pakete | Anzahl Karten | Anzahl Runden pro Spiel | Anzahl entfernte Karten |
| 2              | 2             | 100           | 12                      | 4                       |
| 3              | 2             | 100           | 8                       | 4                       |
| 4              | 2             | 100           | 6                       | 4                       |
| 5              | 2             | 104           | 5                       | 0                       |
| 6              | 2             | 100           | 4                       | 4                       |

### Spielablauf
Die Spieler spielen nun reihum eine ihrer Handkarten.
- Der Spieler nimmt eine Karte mit demselben Kartenwert aus der Mitte, d. h. er macht einen Stich (bestehend aus seiner gespielten Handkarte und der aus der Mitte genommenen Karte). Die Kartenfarbe spielt hierbei keine Rolle. Den Stich stapelt er für sich verdeckt (mit der Kartenrückseite nach oben) ab.

- Kann der Spieler keine Karte nehmen, legt er eine seiner Handkarten in die Mitte, d. h. er wirft eine Karte ab.

Haben alle Spieler ihre vier Handkarten ausgespielt, ist eine Runde beendet. Vom Geber werden erneut zwei mal zwei Karten ausgeteilt. Es werden keine Karten mehr in die Mitte gelegt. Die letzte Runde eines Spieles ist diejenige, in der alle Karten ausgeteilt sind. Der Spieler, der in dieser Runde den letzten Stich bekommen hat, bekommt auch die Karten, die zum Schluss noch in der Mitte liegen – auch wenn nach seinem Stich noch Spieler abgeworfen haben.

### Punkte zählen
Am Spielende werden die Punkte ermittelt, die die einzelnen Spieler in diesem Spiel erreicht haben. Die Spieler zählen ihre Karten, die Karten der Farbe Pik und die Anzahl der Asse. Sie schauen, wer die ♦10 und die ♠2 gewonnen hat.
| Kart(en)                             | Punkte |
| ------------------------------------ | ------ |
| die meisten Karten                   | 2      |
| die meisten Karten der Farbe Pik (♠) | 2      |
| die Karozehn (♦10)                   | 2      |
| die Pikzwei (♠2)                     | 1      |
| pro Ass (vier Stück)                 | 1 (4×) |

Insgesamt sind pro Spiel also 11 Punkte zu verteilen. Haben zwei Spieler gleich viele Karten oder Pik, werden die Punkte geteilt, so dass jeder einen Punkt bekommt.
Werden mehrere Spiele gespielt, können die Punkte aufgeschrieben werden. Dann wird vorab festgelegt, bis zu welchem Gesamtpunktestand gespielt wird, oder ob eine bestimmte Anzahl an Spielen gespielt wird.
Wippe
Nimmt ein Spieler die letzte Karte aus der Mitte (außer in der letzten Runde), so hat er eine „Wippe“ gemacht. Eine Wippe gibt einen Extrapunkt. Der Spieler legt zum Zeichen dafür eine seiner Karten aufgedeckt oder quer unter den Stapel seiner Stiche. Ein Spieler kann mehrere Wippen innerhalb eines Spieles erreichen.
In manchen Gegenden Belgiens „wippt“ der Spieler bei einer Wippe wirklich auf seinem Platz (steht kurz auf und setzt sich wieder).

## Regeln für Fortgeschrittene
Je nach Alter und Erfahrung der Spieler kann noch die Anwendung folgender Zusatzregeln vereinbart werden, die das Spiel interessanter machen.

### Zusammenzählen
Der Wert zweier oder mehr Karten aus der Mitte kann zusammengezählt werden, so dass sich der Wert der gespielten Handkarte ergibt. Alle diese Karten können dann aus der Mitte genommen werden.
Beispiel: In der Mitte liegen eine 2, eine 3 und eine 4. Mit einer Handkarte Neun können diese Karten genommen werden, da 2 + 3 + 4 = 9.
Die Bildkarten Bube, Dame und König können nicht kombiniert werden.

### Bauen
Ein Spieler kann auch bauen, statt einen Stich zu nehmen. Hierbei werden Karten aus der Mitte mit der Handkarte zu einer Gesamtsumme zusammengezählt und in der Mitte auf einen Stapel gelegt. Die Gesamtsumme wird laut angesagt.
Der Spieler muss eine Karte mit dem Wert der Gesamtsumme auf der Hand haben. Wenn er wieder an der Reihe ist, kann er dann den aufgebauten Kartenstapel aus der Mitte nehmen.
Beispiel 1: In der Mitte liegen eine 2 und eine 3. Der Spieler hat eine 4 und eine 9 auf der Hand. Er nimmt die 2 und die 3 zusammen auf einen Stapel in der Mitte und legt seine 4 obenauf. Dann sagt er an: „Für 9“. In der nächsten Runde kann er den Stapel mit seiner 9 nehmen.
Beispiel 2: In der Mitte liegen eine 2 und eine 3. Der Spieler hat eine 4 und eine 9 auf der Hand. Er nimmt die 2 und die 3 zusammen auf einen Stapel in der Mitte und legt seine 4 obendrauf. Dann sagt er an: „Für 9“. Als er wieder an der Reihe ist sieht er, dass die Mitspieler inzwischen eine 2 und eine 7 abgeworfen haben. Er nimmt den Stapel mit seiner 9 und zusätzlich alle weiteren Karten aus der Mitte, die zusammen 9 ergeben (die 2 und die 7).
Folgendes ist beim Bauen noch zu beachten:
- Hat ein anderer Mitspieler ebenfalls die Gesamtsumme des aufgebauten Kartenstapels auf der Hand, kann er dem Bauer den Stich wegnehmen.
- Karten, die „eingebaut“ wurden, sind nicht mehr frei und können nicht mehr als einzelne Karten gestochen werden. Ein gebauter Stapel kann nur komplett gestochen werden.
- Ein Spieler, der eine offene Baustelle hat, kann nicht mehr abwerfen. Er kann aber weiterbauen, eine neue Baustelle beginnen oder eine andere Karte oder einen anderen gebauten Stapel nehmen.

### Überbauen
Eine bestehende Baustelle kann auf einen höheren Wert überbaut werden, d. h. ein Spieler fügt eine weitere Karte hinzu und erhöht damit den Wert des gebauten Kartenstapels. Er muss eine Karte mit dem neuen Gesamtwert der Baustelle auf der Hand haben.
Beispiel: In der Mitte liegen eine 2 und eine 3. Spieler A hat eine 4 und eine 9 auf der Hand. Er nimmt die 2 und die 3 zusammen auf einen Stapel in der Mitte und legt seine 4 obendrauf. Dann sagt er an: „Für 9“. Spieler B hat ein Ass und eine 10 auf der Hand. Er legt das Ass auf den Kartenstapel und sagt an: „Für 10“.

### Doppelt bauen
Es kann nicht nur einfach auf eine Summe gebaut werden, sondern auch auf Vielfache der Kartensumme.
Beispiel 1: In der Mitte liegen eine 2 und eine 3. Der Spieler hat zwei 5en auf der Hand. Er legt die 2 und die 3 zusammen auf einen Stapel in der Mitte und eine seiner 5en obenauf. Statt den Stich zu nehmen, sagt er an: „Für noch eine 5“. In der nächsten Runde nimmt er mit seiner zweiten 5 den Stapel.
Beispiel 2: In der Mitte liegen ein Ass, eine 2 und eine 3. Der Spieler hat eine 4 und eine 5 auf der Hand. Er legt die 2 und die 3 zusammen (2 + 3 = 5). Dann legt er das Ass und seine 4 von der Hand obenauf (1 + 4 = 5) und sagt an: „Für 5“. In der nächsten Runde nimmt er mit seiner 5 den Stapel.
Beispiel 3: In der Mitte liegt ein Ass. Der Spieler hat eine 2, eine 4 und eine 5 auf der Hand. Er legt die 4 auf das Ass und sagt an: „Für 5“. Als er wieder an der Reihe ist und seinen Stapel nehmen könnte sieht er, dass inzwischen ein Mitspieler eine 3 abgeworfen hat. Er nimmt die 3 und legt sie zusammen mit seiner 2 auf den Stapel und sagt an: „Nochmal für 5“. In der nächsten Runde nimmt er den Stapel mit seiner 5.
Eine verdoppelte Baustelle kann nicht mehr auf einen höheren Wert überbaut werden, d. h. der Gesamtwert kann nicht mehr verändert werden. Doppelt bauen mit Bildkarten ist nicht erlaubt, da dann die Mitte nicht mehr leergestochen werden kann. Die übrige vierte Bildkarte würde bis zum Ende des Spieles in der Mitte verbleiben.

### Stehlen
Beim Stehlen legen alle Spieler ihre gestochenen Karten aufgedeckt auf einen Stapel. Dabei soll immer die zuletzt gespielte Handkarte oben sichtbar sein. Hat ein Spieler nun dieselbe Karte auf der Hand, die auf einem Stapel eines Mitspielers sichtbar ist, kann er den gesamten Stapel des Mitspielers stehlen.

## Zusätzliche Absprachen
Die Spieler können vereinbaren, dass eine Baustelle (egal ob verdoppelt oder nicht) mit anderen Karten aus der Mitte verrechnet werden kann.
Beispiel: Ein Spieler hat „für 4“ gebaut. In der Mitte liegt eine 2 und ein Mitspieler hat eine 6 auf der Hand. Er nimmt mit seiner 6 die 4er-Baustelle und die zwei (4 + 2 = 6).
Die Spieler können vereinbaren, dass eine Baustelle, die bereits eine Karte mit der Gesamtsumme enthält, nicht mehr überbaut werden darf.
Beispiel: Ein Spieler hat „für 4“ gebaut. Die Baustelle ist bereits doppelt gebaut und besteht aus einer 3, einem Ass und einer 4 (3 + 1 = 4 und noch eine 4).
Diese Baustelle darf nun nicht mehr auf eine andere Summe erhöht werden, da bereits eine 4 enthalten ist. Die 4 wird obenauf gelegt, um dies anzuzeigen.